# 전주퀴어문화축제
전주퀴어문화축제(Jeonju Queer Culture Festival)는 2018년부터 매년 전주에서 열리는 성소수자 축제이다. 약칭으로 전퀴라고도 한다.
2018년 4월 7일 제 1회 축제가 풍남문광장에서 열렸으며, 부스행사와 퍼레이드 등의 프로그램이 진행되었다.

## 역사
2018년에 처음 개최되었다

## 행사
전주퀴어문화축제는 부스행사와 공연, 퍼레이드 등이 함께 이루어진다.

## 같이 보기
- 서울퀴어문화축제
- 대구퀴어문화축제
- 부산퀴어문화축제
- 광주퀴어문화축제
- 인천퀴어문화축제
- 청주퀴어문화축제
- 제주퀴어문화축제
- 대한민국의 성소수자 행사
- 대한민국의 성소수자 권리
- 대한민국의 성소수자 목록
- 대한민국의 성소수자
- 대한민국의 성소수자 인권단체
- 게이 게임스